# جورجیو ایبی
جورجیو ایبی (انگلیسی: Giorgio Aebi; ۹ سپتامبر ۱۹۲۳ – ۱۴ ژانویهٔ ۲۰۰۵) بازیکن فوتبال اهل ایتالیا بود.
از باشگاه‌هایی که در آن بازی کرده‌است می‌توان به باشگاه فوتبال جنوآ، باشگاه فوتبال کومو، و باشگاه فوتبال اسپال اشاره کرد.